# نيك كوغلي
نيك كوغلي (بالإنجليزية:Nick Cogley) (مواليد مايو 1869 - وفيات 20 مايو 1936). ممثل ومخرج وكاتب أمريكي في عصر السينما الصامتة ظهر في أكثر من 170 فيلما بين 1909 و 1934. ولد في نيويورك، وتوفي في سانتا مونيكا، كاليفورنيا.

## روابط خارجية
- نيك كوغلي على موقع IMDb (الإنجليزية)
- نيك كوغلي على موقع أول موفي (الإنجليزية)
- نيك كوغلي على موقع قاعدة بيانات الفيلم (الإنجليزية)